# Oliver Bleddyn
Oliver Bleddyn (* 27. Januar 2002) ist ein australischer Bahnradsportler, der auf Ausdauerdisziplinen spezialisiert ist.

## Sportlicher Werdegang
Bleddyn wuchs in Western Australia auf und fuhr ab dem Alter von 12 Jahren Rennen für den Peel District Cycling Club auf Straße und Bahn. Seine größeren Erfolge hatte er auf der Bahn, wo er sich zum Spezialisten für die Mannschaftsverfolgung entwickelte. In diesem Wettbewerb gewann er viermal die Ozeanien-Meisterschaften (2018 und 2019 bei den Junioren sowie 2022 und 2023 in der Elite) und einmal die australischen Meisterschaften. 2021 zog er nach Adelaide, um auf der dortigen Radrennbahn besser trainieren zu können. Außerhalb Ozeaniens vertrat er Australien im Nations Cup 2023 und 2024 sowie bei den Weltmeisterschaften 2023. Bei den Olympischen Spielen 2024 in Paris gewann er als Mitglied des australischen Teams die Goldmedaille in der Mannschaftsverfolgung.
Im Straßenradsport gewann Bleddyn die Bronzemedaille im Einzelzeitfahren bei den Ozeanien-Meisterschaften 2023. Mit dem Team ARA-Skip Capital fuhr er 2023 und 2024 Nachwuchsrennen in Europa.

## Erfolge

### Bahn
2018
 Ozeanien-Meister 2019 (Junioren) – Madison (mit Graeme Frislie), Mannschaftsverfolgung (mit Bill Simpson, Graeme Frislie und Kael Thomas)
 Ozeanien-Meisterschaften 2019 (Junioren) – Einerverfolgung
2019
 Ozeanien-Meister 2020 (Junioren) – Mannschaftsverfolgung (mit Alastair Mackellar, Angus Miller und Dalton Stretton)
2022
 Ozeanien-Meister – Mannschaftsverfolgung (mit Graeme Frislie, Conor Leahy, James Moriarty und Josh Duffy)
 Ozeanien-Meisterschaften – Madison (mit Blake Agnoletto)
2023
 Ozeanien-Meister – Mannschaftsverfolgung (mit Blake Agnoletto, Josh Duffy und Conor Leahy)
 Australischer Meister – Mannschaftsverfolgung (mit Leo Zimmermann, William Holmes und Angus Miller)
2024
 Olympische Spiele – Mannschaftsverfolgung (mit Conor Leahy, Kelland O’Brien und Sam Welsford)
 Australischer Meister – Madison (mit Zachary Marriage)
2025
 Ozeanien-Meisterschaften – Punktefahren, Madison (mit Blake Agnoletto)
 Ozeanien-Meisterschaften – Omnium
 Nations Cup in Konya – Mannschaftsverfolgung (mit Liam Walsh, Joshua Duffy, Blake Agnoletto und James Moriarty)

### Straße
2023
 Ozeanien-Meisterschaften (U23) – Einzelzeitfahren